# Mahéglasögonfågel
Mahéglasögonfågel (Zosterops modestus) är en fågel i familjen glasögonfåglar inom ordningen tättingar. Fågeln förekommer enbart på en enda ö i ögruppen Seychellerna i Indiska oceanen.

## Utseende och läten
Mahéglasögonfågeln är en liten (10 cm) olivgrå sångarlik fågel. Ovansidan är mörkt olivgrå med ljusare undersida och en smal vit ring runt ögat. Fjädrarna på flankerna är ibland uppfluffade och visar då upp en ljusgrå flankfläck. Näbben är vass och mycket liten. Lätet beskrivs som en kort och nasal drill, sången som högljudd.

## Utbredning och status
Mahéglasögonfågeln förekommer endast i skogar på ön Mahé i Seychellerna. IUCN kategoriserar arten sedan 2016 som sårbar från att tidigare ha betraktas som starkt hotad.